# Herb Świebodzina
Herb Świebodzina – jeden z symboli miasta Świebodzin i gminy Świebodzin w postaci herbu.

## Wygląd i symbolika
Herb przedstawia na białym tle czerwony szczyt budowli w stylizacji gotyckiej, wystający ponad flankowanym murem, pomiędzy dwoma czerwonymi, kanciastymi wieżami z otwartymi bramami, a między nimi tarcza ze śląskim czarnym orłem na żółtym tle, na piersi srebrna przepaska henrykowska z białym równoramiennym krzyżem.

## Historia

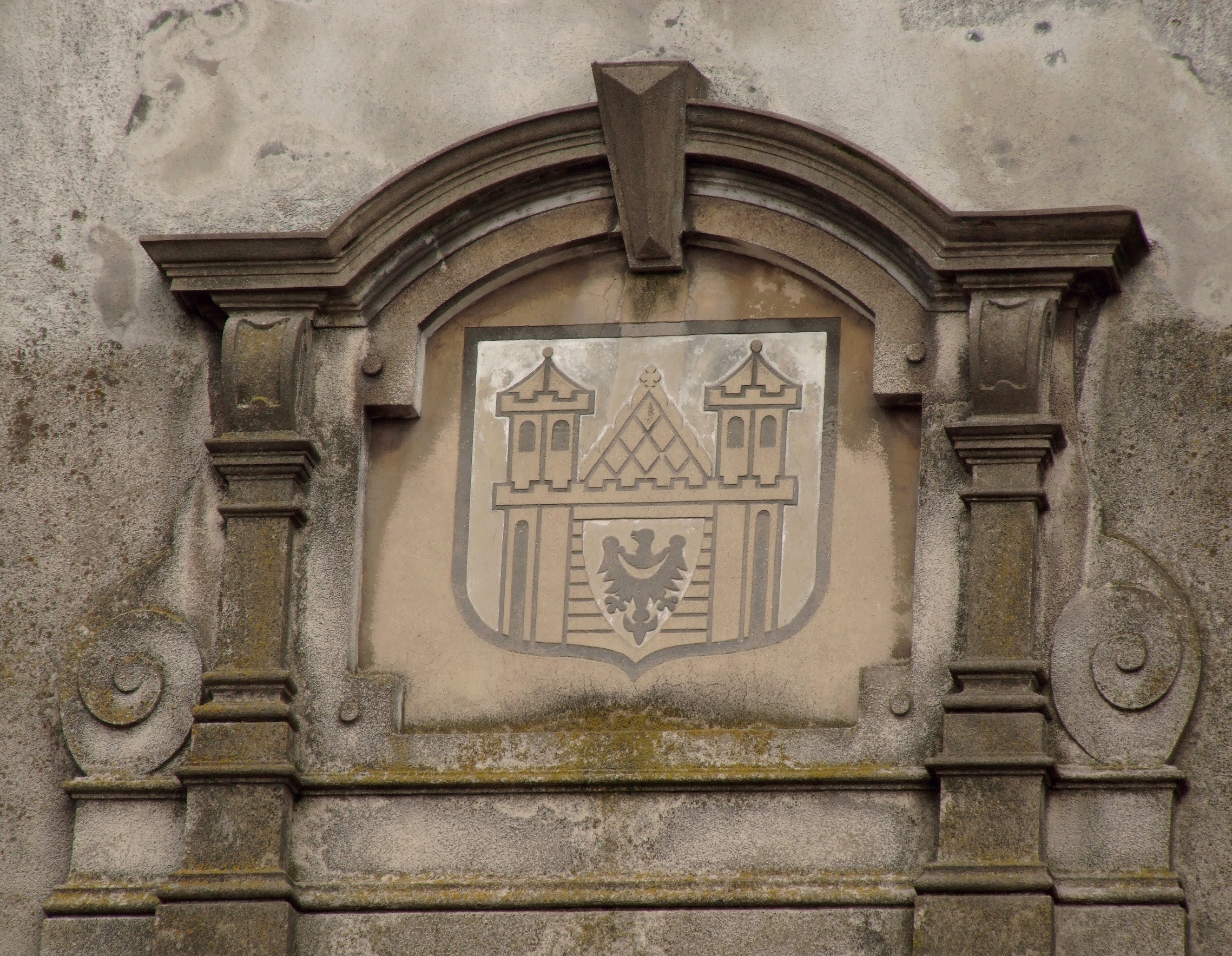
Wizerunek herbu na wieży ratuszowej

Wizerunki pieczęci miejskich Świebodzina stały się wzorcami ikonograficznymi dla herbu miejskiego. Sam wizerunek napieczętny nie był herbem, jeżeli nie został umieszczony na tarczy herbowej. Wyobrażenia utrwalone na najstarszej pieczęci pochodzącej z przełomu XV-XVI w. powtarzane były na wszystkich późniejszych pieczęciach.
Jednobarwne pieczęcie nie pozwalają na ustalenie barw heraldycznych jednak zachowały się przynajmniej trzy opisy herbu miejskiego wraz z jego barwami:
- W „Kronice Śląska" Jakoba Schickfusa z 1625 roku: „W znaku miasta, w białym polu, u góry dwie wieże, między nimi szczyt, poniżej orzeł śląski"
- W dziele Heneliusa - „Silesiografń" z 1704 roku: „W jego herbie w białym polu dwie wieże, między którymi szczyt, poniżej śląski orzeł"'
- W opisie pochodzącym z końca XVIII w. i umieszczonym w dziele P. A. Zimmermanna, opisującym Śląsk: "Herb miasta zawiera w białym polu, u góry dwie wieże, między nimi szczyt, poniżej orzeł śląski".

Przytoczone opisy wskazują na białe (srebrne) pole tarczy herbowej. Zgodnie z zasadą alternacji barw heraldycznych, gdy pole herbu było barwione metalem, a takim było srebro — stosowane wymiennie z białym, godło musiało być barwione jednym z kolorów niemetalicznych. Naturalnym kolorem murów miejskich była czerwień i taką barwę przypisano budowlom w herbie Świebodzina. Orzeł śląski był czarnej barwy ze srebrną przepaską w kształcie półksiężyca. Wyobrażenie orła śląskiego umieszczano w polu złotej barwy.
herb Świebodzina w zaprezentowanych powyżej barwach opublikowany został w dziele O. Huppa z końca XIX w. z wizerunkami herbów. Wizerunek herbu Świebodzina autorstwa Huppa nawiązywał do pieczęci miejskich z XVI i XVIII w. Cechy stylowe wskazywały na budowle renesansowe. Taki wizerunek herbu stał się na wiele lat obowiązującym wzorcem dla wielu późniejszych prac, ale także twórców pocztówek, pamiątek itp. Stosowany był aż do lat sześćdziesiątych XX w.